# Thalassoglobus
Thalassoglobus es un género de bacterias de la familia Planctomycetaceae. Fue descrito por Kohn et al. en 2020.

## Etimología
Compuesto por thalassa, palabra griega para referirse al mar, y la palabra latina globus, que significa esfera o globo, por lo que Thalassoglobus sería «una esfera del mar».

## Especies
Se reconocen las siguientes:
- Thalassoglobus neptunius Kohn et al. 2020
- Thalassoglobus polymorphus Rivas-Marin et al. 2021